# Муджиб Кассім
Муджиб Кассім (амх. ሙጂብ ቃሲም; нар. 19 жовтня 1995, Адама, Ефіопія) — ефіопський футболіст, нападник клубу «Фазіл Кенема» та національної збірної Ефіопії.

## Клубна кар'єра
Футбольну кар'єру розпочав в «Авасса Сіті». У 2016 році перейшов до «Адама Сіті». 2018 року Муджіб підписав контракт з «Фасілом Кенемою», кольори якого захищав до 8 серпня 2021 року. Разом з «Фасілом» вигравав Прем'єр-лігу Ефіопії. Повідомлялося, що Муджиб був близьким до переходу в алжирський клуб «Кабілія». У Муджиба ще залишився один рік до завершення контракту, й очікувалося, що після вдалих виступів у чемпіонаті буде провідним гравцем команди в Лізі чемпіонів КАФ, але можливість хороших заробітків була занадто привабливою, щоб її ігнорувати. «Фазіл Кенема» дозволив перехід зіркового гравця, але подробиці угоди так і не розкрили. У футболці нової команди дебютував 2 листопада 2021 року в нічийному (0:0) виїзному поєдинку 1-го туру Ліги 1 проти «Олімпіка» (Медея). Муджиб вийшов на поле на 62-й хвилині, замінивши Даді Муакі. Загалом провів 3 поєдинки провів у чемпіонаті Алжиру. На початку 2022 року повернувся до «Фазіл Кенема».

## Кар'єра в збірній
У футболці національної збірної Ефіопії дебютував 7 червня 2015 року в програному (0:1) товариському матчі проти Замбії в Аддис-Абебі. У 2022 році отримав виклик до збірної для участі в Кубку африканських націй 2021. На вище вказаному турнірі зіграв один поєдинок на груповому етапі, проти Кабо-Верде (0:1).

## Статистика виступів

### Клубна
| Дата       | Місто       | Господарі | Результат | Гості               | Турнір                                    | Голи | Примітки |
| ---------- | ----------- | --------- | --------- | ------------------- | ----------------------------------------- | ---- | -------- |
| 7-6-2015   | Аддис-Абеба | Ефіопія   | 0 – 1     | Замбія              | товариський матч                          | -    | 80'      |
| 4-7-2015   | Найробі     | Кенія     | 0 – 0     | Ефіопія             | кваліфікація ЧАН 2016                     | -    | 90'      |
| 28-8-2015  | Кігалі      | Руанда    | 3 – 1     | Ефіопія             | товариський матч                          | -    |          |
| 3-9-2016   | Аваса       | Ефіопія   | 2 – 1     | Сейшельські Острови | Відбір до Кубка африканських націй 2017   | -    |          |
| 3-6-2017   | Аддис-Абеба | Ефіопія   | 0 – 0     | Уганда              | товариський матч                          | -    | 46'      |
| 11-6-2017  | Кумасі      | Гана      | 5 – 0     | Ефіопія             | Відбір до Кубка африканських націй 2019   | -    |          |
| 2-9-2018   | Аваса       | Ефіопія   | 1 – 1     | Бурунді             | товариський матч                          | -    | 11'      |
| 4-8-2019   | Дире-Дауа   | Ефіопія   | 4 – 3     | Джибуті             | кваліфікація ЧАН 2020                     | -    |          |
| 4-9-2019   | Бахр-Дар    | Ефіопія   | 0 – 0     | Лесото              | Відбір до ЧС 2022                         | -    |          |
| 8-9-2019   | Масеру      | Лесото    | 1 – 1     | Ефіопія             | Відбір до ЧС 2022                         | -    | 74'      |
| 22-9-2019  | Мекеле      | Ефіопія   | 0 – 1     | Руанда              | кваліфікація ЧАН 2020                     | -    | 74'      |
| 13-10-2019 | Бахр-Дар    | Ефіопія   | 0 – 1     | Уганда              | товариський матч                          | -    | 80'      |
| 19-10-2019 | Кігалі      | Руанда    | 1 – 1     | Ефіопія             | кваліфікація ЧАН 2020                     | -    | 89'      |
| 22-10-2020 | Аддис-Абеба | Ефіопія   | 2 – 3     | Замбія              | товариський матч                          | -    | 46'      |
| 25-10-2020 | Аддис-Абеба | Ефіопія   | 1 – 3     | Замбія              | товариський матч                          | -    | 67'      |
| 17-3-2021  | Бахр-Дар    | Ефіопія   | 4 – 0     | Малаві              | товариський матч                          | -    | 46'      |
| 9-1-2022   | Яунде       | Ефіопія   | 0 – 1     | Кабо-Верде          | Кубок африканських націй 2021 - 1-й раунд | -    | 82'      |
| Усього     |             | Матчів    | 17        |                     | Голів                                     | 0    |          |